# 17835 Anoelsuri
17835 Anoelsuri este un asteroid din centura principală de asteroizi.

## Descriere
17835 Anoelsuri este un asteroid din centura principală de asteroizi. A fost descoperit pe 20 aprilie 1998 la Socorro, New Mexico, în cadrul proiectului LINEAR. Asteroidul prezintă o orbită caracterizată de o semiaxă mare de 2,38 ua, o excentricitate de 0,19 și o înclinație de 3,3° în raport cu ecliptica.